# Jean Liedloff
Jean Liedloff (née le 26 novembre 1926 à New York, morte le 15 mars 2011 à l'âge de 84 ans) est une auteure américaine connue pour son livre Le Concept du continuum : À la recherche du bonheur perdu (The Continuum Concept) [1975].
Adolescente, elle passe par le Drew Seminary for Young Women. Elle étudie à l'université Cornell, mais commence à voyager avant d'obtenir un diplôme.
Au cours d'une expédition de recherche de diamants dans la forêt du Venezuela, elle entre en contact avec un peuple autochtone, les Yecuana. Peu à peu fascinée par leur vie, elle décide de revenir au Venezuela vivre avec eux et s'en inspirera pour son seul et unique livre, The Continuum Concept, afin de décrire leur mode de vie, et en particulier leur façon de prendre soin de leurs enfants et de les accompagner dans leur développement. Elle décrit également en quoi les modes de vie occidentaux ne permettent pas de répondre aux besoins des tout petits (sécurité, amour, mouvement, stimulations sensorielles etc...), notamment du fait d'un défaut majeur de contact physique avec lui.
Jean Liedloff a été rédactrice de la revue The Ecologist de 1968 à 1970.